# مزیت مکانیکی

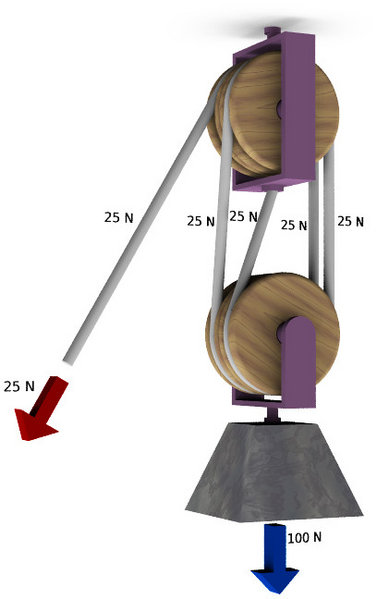
یک
قرقره که از مزیت مکانیکی استفاده می‌کند تا مسافت‌های زیاد در زمان کمتری بپیماید.

مزیت مکانیکی اقدام به تقویت نیرو با استفاده از ابزار، در یک سیستم مکانیکی یا دستگاه است. چنین دستگاهی توان ورودی را ذخیره می‌کند و نیروهای گردآمده را در ازای حرکت مورد نیاز نیرو در خروجی ارائه می‌دهد تا تقویت دلخواه به دست آید.
یکی از ویژگی‌های ماشین‌های ساده، مزیت مکانیکی آن‌ها است که نشان می‌دهد ماشین نیروی وارده را چند برابر کرده است. مزیت مکانیکی کمیتی بی‌بُعد است.
- رابطهٔ کلی برای تمام ماشین‌ها یا مزیت مکانیکی واقعی ({\displaystyle A'}): نیروی مقاوم {\displaystyle R} (نیرویی که ماشین بر جسم وارد می‌کند) تقسیم بر نیروی محرک {\displaystyle E} (نیرویی که ما بر ماشین وارد می‌شود).
- {\displaystyle R/E}

- رابطهٔ ویژه اهرم‌ها در صورت وجود نداشتن اصطکاک (مزیت مکانیکی کامل ({\displaystyle A})): در صورت وجود نداشتن اصطکاک مزیت مکانیکی کامل داریم که از تقسیم طول بازوی محرک ({\displaystyle E}{\displaystyle L})، بر طول بازوی مقاوم ({\displaystyle R}{\displaystyle L}) به دست می‌آید:
- {\displaystyle L}{\displaystyle E} / {\displaystyle L}{\displaystyle R}

مقدار آن از رابطهٔ  {\displaystyle R/E=A} به دست می‌آید.
به کمک مزیت مکانیکی می‌توان تشخیص داد که یک ماشین چه کاری انجام می‌دهد.

## مثال: دوچرخهٔ دنده‌ای

مزیت مکانیکی در چرخ‌دنده‌های مختلف یک دوچرخه. نیروهای معمول به پدال و زمین نشان داده شده‌اند، همان‌طور که مسافت‌های متناظر حرکت پدال و چرخش چرخ نشان داده شده‌اند. دقت کنید که حتی در دنده سبک هم مزیت مکانیکی دوچرخه کمتر از ۱ است.

با در نظر گرفتن یک دوچرخه ۱۸ سرعته با طول بازوی پدال ۷ اینچ (شعاع) و ۲۶ اینچ (قطر) چرخ‌ها: اگر چرخ‌دنده‌های متصل به بازوی پدال و چرخ عقب هم‌اندازه باشند، پس نسبت نیروی خروجی وارد بر چرخ به نیروی ورودی وارد بر پدال را می‌توان از طریق قانون اهرم‌ها به دست آورد.
{\displaystyle MA={\frac {F_{B}}{F_{A}}}={\frac {7}{13}}=0.54.}
چرخ‌زنجیرهای کوچک و بزرگ جلویی را در نظر بگیرید که به ترتیب ۲۸ و ۵۲ دندانه دارند، و چرخ‌زنجیرهای کوچک و بزرگ عقبی را که ۱۶ و ۳۲ دندانه دارند در نظر بگیرید. با استفاده از این عددها می‌توانیم نسبت‌های سرعت حاصل بین چرخ‌زنجیرهای جلو و عقب را محاسبه کنیم.
|           | ورودی (کوچک) | ورودی (بزرگ) | خروجی (کوچک) | خروجی (بزرگ) | نسبت سرعت | نسبت پدال به چرخ | مزیت مکانیکی کل |
| --------- | ------------ | ------------ | ------------ | ------------ | --------- | ---------------- | --------------- |
| سرعت کم   | ۲۸           | ۴۵           | ۱۹           | ۳۲           | ۱٫۱۴      | ۰٫۵۴             | ۰٫۶۲            |
| متوسط ۱   | ۱۹           | ۵۲           | ۲۹           | ۳۲           | ۰٫۶۲      | ۰٫۵۴             | ۰٫۳۳            |
| متوسط ۲   | ۲۸           | ۳۹           | ۱۶           | ۲۶           | ۰٫۵۷      | ۰٫۵۴             | ۰٫۳۱            |
| سرعت بالا | -            | ۵۲           | ۱۶           | -            | ۰٫۳۰      | ۰٫۵۴             | ۰٫۱۶            |

نسبت نیروی گرداننده دوچرخه به نیروی پدال، که مزیت مکانیکی کل دوچرخه است، از حاصل‌ضرب نسبت سرعت و نسبت پدال به چرخ به دست می‌آید. در هر مورد نیروی وارد بر پدال‌ها بزرگتر است از نیروی رانش رو به جلو دوچرخه (در طرح بالا، نیروی واکنش رو به عقب وارد به زمین مشخص شده است). مزیت مکانیکی کم باعث سرعت کم بازوی پدال نسبت به سرعت چرخ دوار، حتی در چرخ‌دنده‌های کوچک، می‌شود.